# Monosexualität
Als Monosexualität wird eine sexuelle Orientierung bezeichnet, bei der romantisches und sexuelles Begehren nur auf Angehörige eines bestimmten Geschlechts gerichtet sind. Sowohl Homo- als auch Heterosexualität sind Formen der Monosexualität. Ihr gegenüber steht einerseits die Bisexualität (je nach Definition bisweilen auch Pansexualität oder Polysexualität), bei der sich das Begehren nicht auf nur ein Geschlecht beschränkt, andererseits die Asexualität, wenn gar kein sexuelles Verlangen besteht.